# Pondichéry, juste avant l'oubli
Pondichéry, juste avant l'oubli est un court métrage français réalisé par Joël Farges, sorti en 1987.

## Fiche technique
- Titre : Pondichéry, juste avant l'oubli
- Réalisation : Joël Farges
- Scénario : Joël Farges
- Photographie : Patrick Thibault
- Son : Bernard Aubouy
- Musique : Krishnamurti Sridhar
- Montage : Martine Voisin
- Production : Les Films de l'Atalante - INA
- Durée : 52 minutes
- Date de sortie : 1987

## Distribution
- Maurice Sukla
- Jean Laroquette
- Sounie Sukla

## Distinctions

### Récompense
- 1987 : Prix Jean-Vigo du court métrage[1]

### Sélection
- 1988 : Festival international du court métrage de Clermont-Ferrand[2]